# Yucatánblaurabe

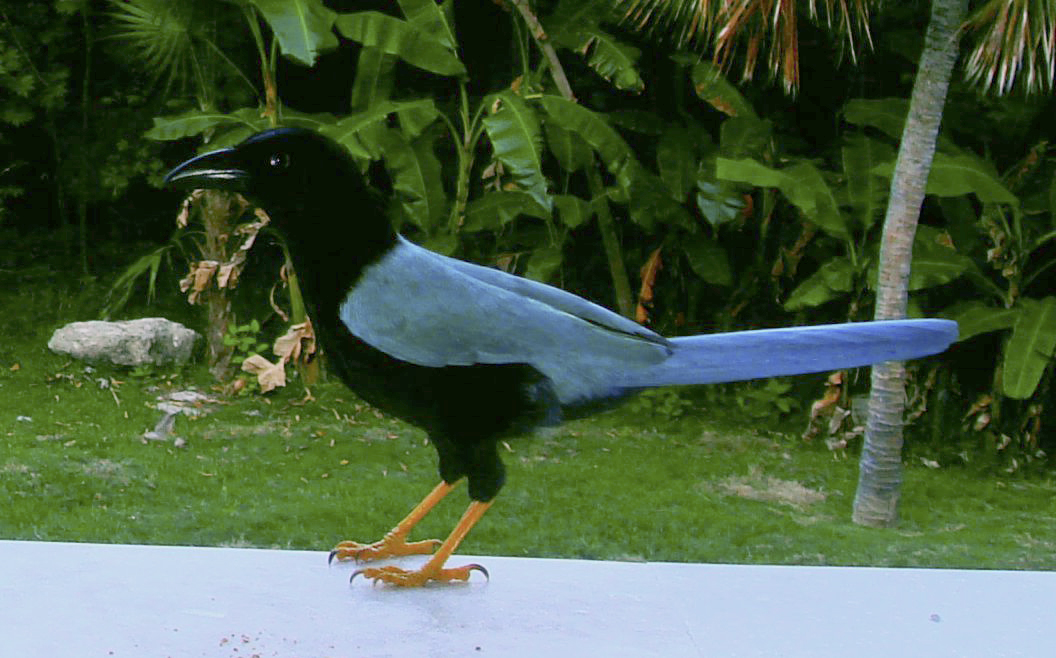
Altvogel mit schwarzem Schnabel

Der Yucatánblaurabe (Cyanocorax yucatanicus) ist eine in Mittelamerika vorkommende Blaurabenart (Cyanocorax) aus der Familie der Rabenvögel (Corvidae).

## Merkmale
Der Yucatánblaurabe erreicht eine Körpergröße von etwa 33 Zentimetern und ein Gewicht von 105 bis 128 Gramm. Ein Sexualdimorphismus besteht nicht. Das Gefieder beider Geschlechter ist an Kopf, Hals und der gesamten Unterseite schwarz. Die Oberseite, die Flügel und die Schwanzoberseite sind dagegen kräftig blau bis türkisblau gefärbt. Jungvögel haben kurzzeitig ein weißes Kopfgefieder und einen gelben Schnabel, der erst ab dem dritten Lebensjahr schwarz wird. Die Beine und Füße sind sowohl bei den Jungtieren als auch den erwachsenen Vögeln gelb.

## Ähnliche Arten
Die zeichnungsmäßig ähnlichen Arten Trauerblaurabe (Cyanocorax beecheii),  Acapulcoblaurabe (Cyanocorax sanblasianus) und Hartlaub-Blaurabe (Cyanocorax melanocyaneus) kommen im Westen bzw. in der Mitte Mexikos vor, nicht jedoch in den östlichen Gebieten, sodass es keine geographische Überlappung mit dem Yucatánblauraben gibt.

## Verbreitung und Lebensraum

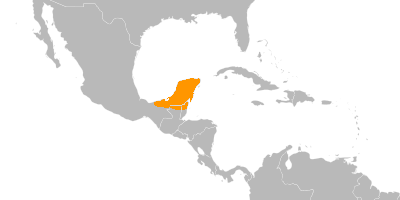
Verbreitungsgebiet des Yucatánblauraben

Das Verbreitungsgebiet des Yucatánblauraben erstreckt sich über die Halbinsel Yucatán bis in den Norden von Belize und Guatemala. Die Art lebt überwiegend in Waldgebieten und Buschlandschaften.

## Unterarten
Vom Yucatánblauraben werden zwei Unterarten geführt:
- Cyanocorax yucataniucs yucatanicus kommt auf Yucatán in den mexikanischen Bundesstaaten Quintana Roo und Campeche sowie im Norden Guatemalas und Belizes vor.
- Cyanocorax yucatanicus rivularis lebt im Bundesstaat Tabasco sowie im Südwesten von Campeche.

## Lebensweise
Yucatánblauraben sind gesellige und soziale Vögel, die in der Vorbrutzeit in Gruppen oder Familienverbänden von etwa zehn Tieren leben. Im Winter schließen sie sich zu größeren Kolonien von ca. 50 Individuen zusammen. Ihre Nester werden in einer Höhe von 4 bis 9 Metern in Bäumen, meist ca. 2,5 Meter unterhalb der Baumkrone angelegt. Bevorzugt werden Waldränder. Das Nest ist flach tassenförmig, wird  aus Stöcken gefertigt und mit einigen feineren Zweigen oder groben Pflanzenfasern locker ausgekleidet. Das Gelege besteht üblicherweise aus 4 bis 6 Eiern, die eine gelblich braune Farbe haben und rotbraun gesprenkelt sind. Das Nest wird fast ausschließlich vom Weibchen bebrütet. Nach ca. 17 Tagen schlüpfen die Küken. Diese werden in den meisten Fällen von mehreren Alttieren sowie Jährlingen versorgt und verbleiben noch ein bis zwei Jahre im Familienverband. Die Nahrung der Yucatánblauraben setzt sich aus pflanzlichen (Samen, Beeren, Früchte) und tierischen (Käfer, Raupen, Würmer) Komponenten zusammen, wobei die Anteile annähernd ausgeglichen sind.

## Bestand und Gefährdung
Der Yucatánblaurabe ist in seinen Vorkommensgebieten nicht selten und wird demzufolge von der Weltnaturschutzorganisation IUCN als „least concern = nicht gefährdet“ geführt.